# Xylocarpus
Xylocarpus é um género botânico pertencente à família Meliaceae.